# J. J. Watt
Justin James Watt (nascido em 22 de março de 1989) é um analista esportivo e ex-jogador de futebol americano que jogava como defensive end na National Football League (NFL). Ele foi selecionado pelo Houston Texans com a 11ª escolha na primeira rodada do Draft da NFL de 2011 e jogou futebol americano universitário na Universidade de Wisconsin.
Watt recebeu o Prêmio de Jogador Defensivo do Ano da AP da NFL três vezes em suas primeiras cinco temporadas. Embora principalmente um Defensive End, ele ocasionalmente muda para a posição de Defensive Tackle em algumas situações. Ele também foi alvo no ataque, pegando três passes para touchdown durante a temporada de 2014. Em 2014, Watt se tornou o primeiro jogador da história da NFL a registrar mais de 2 temporadas com mais de 20 sacks na carreira. Ele detém os recordes da franquia de sacks e fumbles forçados. Em 2017, a Sports Illustrated nomeou Watt como o desportista do ano. Em fevereiro de 2021, o Texans e JJ Watt concordaram em seguir caminhos diferentes e o jogador foi dispensado depois de quase uma década de serviço com o time.

## Início da vida e da carreira na escola
Watt nasceu em 22 de março de 1989, em Waukesha, Wisconsin, Ambos os irmãos mais novos de J.J. também jogam na NFL - Derek Watt é o fullback do Pittsburgh Steelers assim como o caçula da família,T. J. Watt. Watt jogou hockey dos quatro aos 13 anos e jogou nas equipes que viajaram para o Canadá e para a Alemanha. Ele desistiu do hóquei quando os jogos semanais começaram a entrar em conflito com sua agenda e por razões financeiras. Watt também jogou futebol americano ao longo de sua infância e tornou-se um apaixonado pelo esporte enquanto estava na quinta série.
Watt frequentou a Pewaukee High School, onde jogou futebol americano, basquete, beisebol e praticou atletismo. Durante seu último ano, ele foi selecionado para o primeiro time All-State. Ele ganhou o prêmio de Melhor Jogador do Ano da Woodland Conference em seu último ano e as seleções para a primeira equipe da All-State, All-County, All-Area e All-Conference como tight end e defensive end. Ele também foi nomeado MVP da equipe. Durante seu último ano, Watt acumulou um total de 399 jardas de recepção, 26 recepções e 5 touchdowns.
Watt seguiu os passos de seu pai e competiu no arremesso de peso durante sua última temporada no colégio, ganhando a seleção para a primeira equipe All-state. Ele conquistou o título estadual de arremesso de peso no Campeonato da Divisão II da WIAA de 2007, estabelecendo um novo recorde escolar com um lance de 18,28 metros.

### Recrutamento
Considerado como um recruta de duas estrelas pelo Rivals.com e pelo Scout.com, Watt não foi classificado entre os melhores tight end nem entre os melhores defensive end da sua classe. Após visitas oficiais a Central Michigan, Colorado e Minnesota, Watt optou por ir pra Central Michigan sob o comando do técnico Butch Jones.
| Nome | Cidade Natal                                                          | Colégio     | Altura | Peso   | 40‡  | Commit date       |
| --- | --------------------------------------------------------------------- | ----------- | ------ | ------ | ---- | ----------------- |
| J. J. Watt Defensive End | Pewaukee, WI                                                          | Pewaukee HS | 1.96 m | 100 kg | 4.70 | 30 de Jan de 2007 |
| J. J. Watt Defensive End | Recruiting star ratings: Scout: Rivals: 247Sports: N/A ESPN grade: 63 |             |        |        |      |                   |
| Overall recruiting rankings: Scout: NR Rivals: NR ESPN: 172 (DE) |                                                                       |             |        |        |      |                   |
| - Note: Em muitos casos, Scout, Rivals, 247Sports e ESPN podem entrar em conflito em suas listas de altura e peso. Nestes casos, a média foi obtida. As notas da ESPN estão em uma escala de 100 pontos. Fontes: - "Central Michigan Football Commitments". Rivals.com. Retrieved May 20, 2014. - "2007 Central Michigan Football Commits". Scout.com. Retrieved May 20, 2014. - "ESPN". ESPN.com. Retrieved May 20, 2014. - "Scout.com Team Recruiting Rankings". Scout.com. Retrieved May 20, 2014. - "2007 Team Ranking". Rivals.com. Retrieved May 20, 2014. |                                                                       |             |        |        |      |                   |

## Carreira na Faculdade

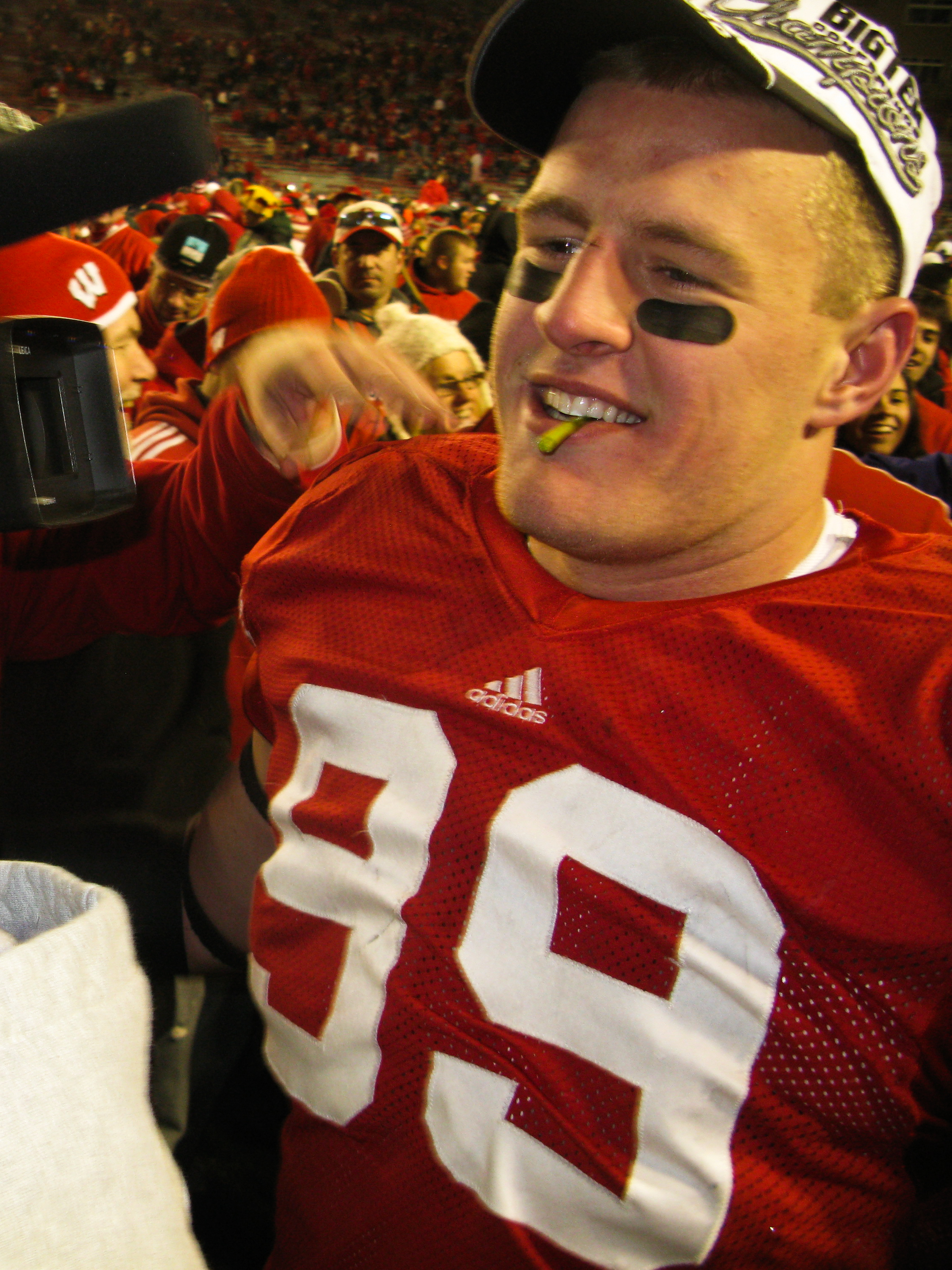
Watt após o jogo vs. Northwestern em 2010

### Central Michigan
Watt recebeu uma bolsa de estudos de Central Michigan University. Watt afirmou que foi levado a acreditar por Butch Jones que, como um tight end, ele teria a oportunidade de marcar touchdowns. No Michigan Central, ele jogou 14 jogos, compilando 77 jardas de recepção e 8 recepções. Os treinadores de Watt, liderados por Butch Jones, sugeriram que ele passasse para offensive tackle, mas Watt decidiu abrir mão de sua bolsa de estudos para ir para a Universidade de Wisconsin, onde jogou como defensive end.

### Wisconsin
Na Universidade de Wisconsin-Madison, Watt foi nomeado Jogador do Ano de Wisconsin em 2008. Em 2009, ele jogou em 13 jogos como defensive end. Em um jogo contra o Havaí em 5 de dezembro de 2009, Watt teve o seu melhor jogo da carreira com dois sacks de nove jardas, seis tackles e um quarterback hurry. Watt terminou a temporada com 32 tackles individuais, 12 assistências para tackles e cinco passes defendidos. Em 20 de novembro de 2010, contra Michigan, ele teve sua primeira interceptação na universidade. 
No geral, na temporada de 2010, Watt jogou em 13 jogos e liderou a equipe em perdas de jardas, quarterback hurries, chutes bloqueados e fumbles forçados. Ele terminou a temporada com 42 tackles individuais, 20 tackles assistidos, 21 tackles para perda de jardas, sete sacks, uma interceptação para 15 jardas, nove passes defendidos e três fumble forçados. 
Ele ganhou o Ronnie Lott Trophy em 2010, foi eleito pelo AP e Sports Illustrated para o All-American, foi eleito para o primeiro time do All-Big Ten e foi eleito o MVP da equipe.

### Estatísticas da Faculdade
| Ano      | Equipe    | JD | Tackles | Tackles | Tackles | Tackles | Interceptações | Interceptações | Interceptações | Interceptações | Interceptações | FF |
| Ano      | Equipe    | JD | Comb    | Total   | Ast     | Sack    | Int            | Jardas         | Média          | TD             | PD             | FF |
| -------- | --------- | -- | ------- | ------- | ------- | ------- | -------------- | -------------- | -------------- | -------------- | -------------- | -- |
| 2009     | Wisconsin | 13 | 44      | 32      | 12      | 4,5     | 0              | 0              | 0,0            | 0              | 5              | 2  |
| 2010     | Wisconsin | 13 | 62      | 42      | 20      | 7,0     | 1              | 15             | 15,0           | 0              | 0              | 2  |
| Carreira | Carreira  | 26 | 106     | 74      | 32      | 11,5    | 1              | 15             | 15,0           | 0              | 5              | 4  |

## Carreira profissional
| Altura                                                | Peso   | Comprimento do braço | Tamanho de mão | Corrida de 40 jardas | Corrida de 10 jardas | Corrida de 20 jardas | 20-ss  | 3-cone | Salto Vertical | Amplo  | BP            | Wonderlic |
| ----------------------------------------------------- | ------ | -------------------- | -------------- | -------------------- | -------------------- | -------------------- | ------ | ------ | -------------- | ------ | ------------- | --------- |
| 1.97 m                                                | 132 kg | 0.86 m               | 0,28 m         | 4.84 s               | 1.64 s               | 2.71 s               | 4.21 s | 6.88 s | 0.94 m         | 3.05 m | 34 repetições | 31        |
| Todos os valores são a partir de NFL Scouting Combine |        |                      |                |                      |                      |                      |        |        |                |        |               |           |

Watt pulou sua última temporada, entrando no Draft da NFL de 2011. No Combine de 2011, Watt foi um dos melhores em todas as categorias, exceto a corrida de 40 jardas. Em 28 de abril de 2011, ele foi selecionado na primeira rodada pelo Houston Texans como a 11ª escolha geral. Ele foi o segundo defensive end a ser selecionado, atrás apenas de Aldon Smith, que ficou em sétimo no geral. Os Texans assinaram um contrato com no valor de US $ 11,24 milhões por quatro anos em 31 de julho de 2011.

### Temporada de 2011
Na temporada de 2011, Watt foi titular em todos os 16 jogos. Na abertura da temporada contra o Indianapolis Colts, ele teve cinco tackles e uma recuperação de fumble em sua estréia na NFL. Em 27 de novembro, contra o Jacksonville Jaguars, ele fez seu primeiro jogo multi-sack com 2 sacks na vitória por 20-13. 
Ele terminou a temporada com 48 sacks individuais, oito tackles assistidos. Os Texans se classificaram para os playoffs pela primeira vez na história da franquia. Nos playoffs, Watt registrou 11 tackles individuais, três tackles assistidos, uma interceptação retornada para um touchdown, um passe defendido e quatro sacks em dois jogos contra o Cincinnati Bengals e Baltimore Ravens.
Watt foi nomeado como o Novato do Ano do Texans, Time All-Joe do USA Today e Equipe All-Rookie do Pro-Football Weekly / PWFA.

### Temporada de 2012
Em 2012, Watt teve uma das melhores temporadas para um jogador defensivo na história da NFL. Watt terminou a temporada com 69 tackles individuais, 12 tackles assistidos, 20,5 sacks, 16 passes defendidos, quatro fumbles forçados e duas recuperações de fumble. Watt foi eleito o Jogador Defensivo do mês da AFC em setembro e dezembro. Em 22 de novembro de 2012, em um jogo contra o Detroit Lions, Watt registrou três sacks, para dar a ele um total de 14,5 na temporada, quebrando o recorde dos Texans que era de Mario Williams. Em 16 de dezembro, contra o Indianapolis Colts, ele registrou três sacks e dez tackles em uma vitória por 29-17.
Os Texans foram aos playoffs novamente em 2012 e Watt registrou seis tackles, três tackles assistidos, dois passes defendidos e dois sacks em dois jogos. Watt terminou a temporada com 2.5 sacks atrás do recorde de Michael Strahan de 2001. Watt foi nomeado para o Pro Bowl de 2013 em 26 de dezembro de 2012. Watt também foi nomeado como MVP dos Texans time do EUA Football Fundamentals, Primeiro Time da PFW All-Pro, MVP da Pro Football Weekly / PFWA, Jogador Defensivo do Ano pela AFC, Primeiro Time da All-Pro da AP e Jogador Defensivo do Ano da AP. 
Watt recebeu 49 de 50 votos para o prêmio de Jogador Defensivo do Ano. Ele é o primeiro jogador dos Texans a receber um prêmio de jogador do ano pela NFL. Watt foi o 17o jogador da linha defensiva e o oitavo defensive end a receber o prêmio desde 1971. Watt também fez a maior estréia na lista dos 100 Melhores Jogadores da NFL Network em 2012, chegando na posição cinco.

### Temporada de 2013

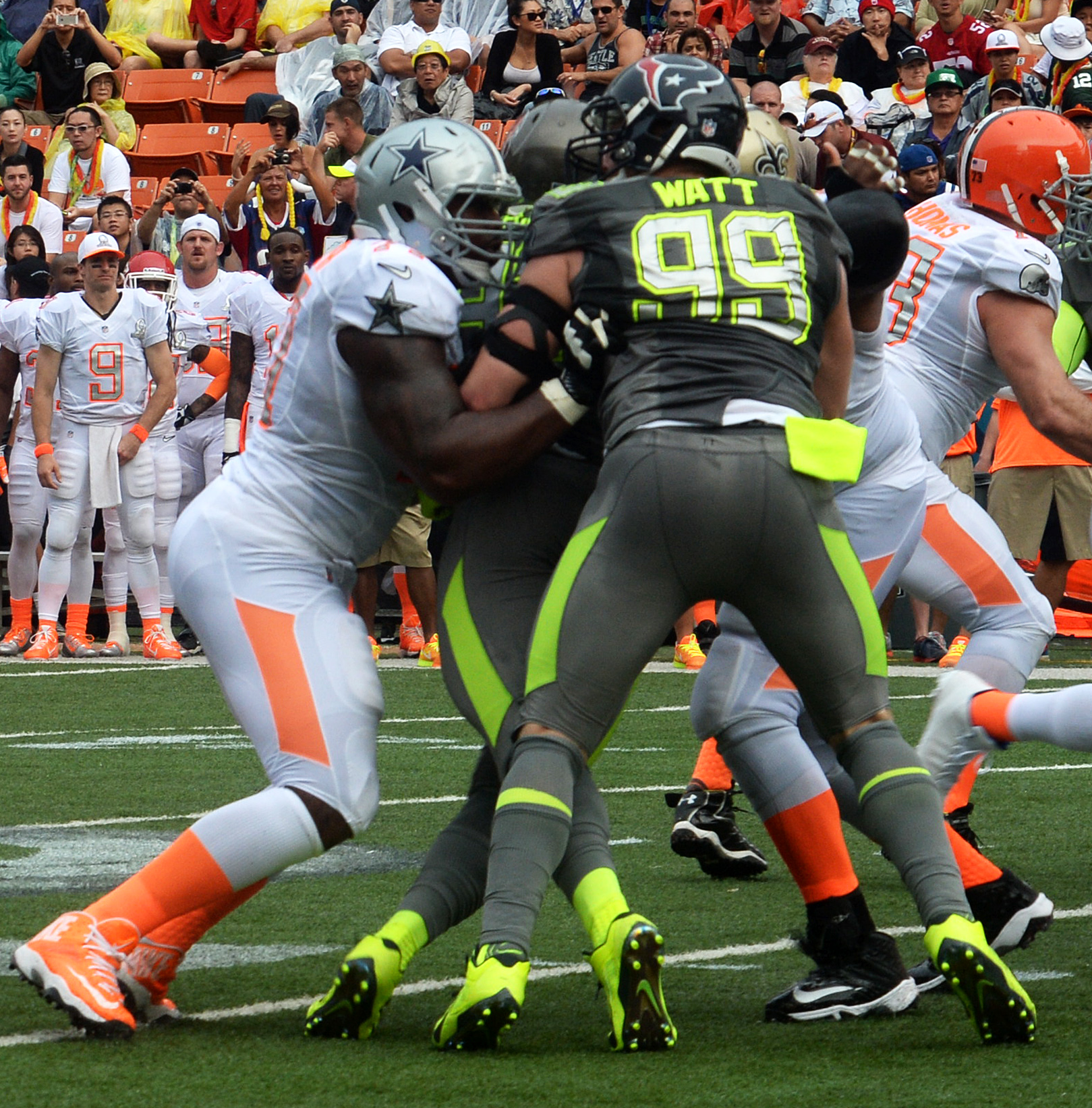
Watt durante o Pro Bowl 2014

Watt teve uma temporada forte em 2013. Na semana 2 contra o Tennessee Titans, ele teve seus dois primeiros sacks da temporada em uma vitória por 30-24. Das Semanas 7 a 12, ele teve pelo menos um sack em cada jogo.
No geral, na temporada de 2013, Watt registrou 65 tackles individuais, 15 tackles assistidos, sete passes defendidos, 10,5 sacks, quatro fumbles forçados e duas recuperações de fumble.
Os Texans, no entanto, tiveram uma temporada ruim e terminaram com uma campanha de 2 vitórias e 14 derrotas. Watt foi nomeado para o Pro Bowl de 2014 e foi o capitão de um dos times.

### Temporada de 2014

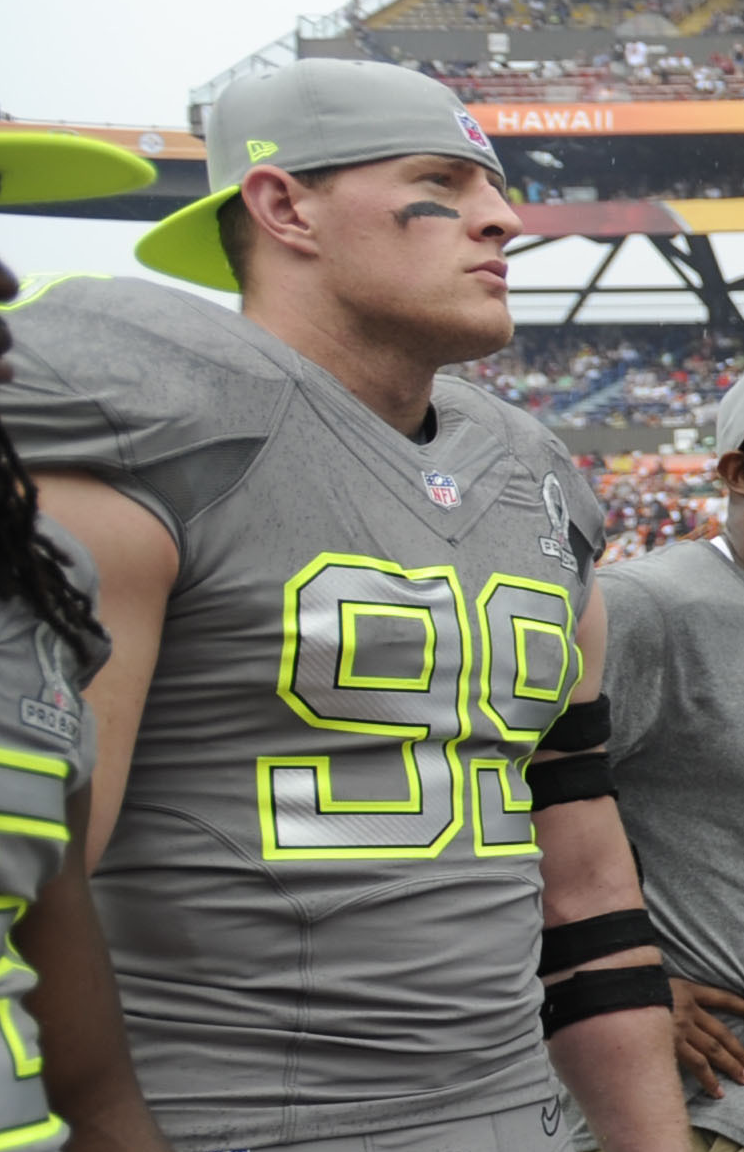
Watt durante o cara-ou-coroa do Pro Bowl de 2014

Antes do início da temporada de 2014, os Texans e Watt concordaram com uma prorrogação de contrato de seis anos no valor de US $ 100 milhões. Watt recebeu US $ 30,9 milhões na assinatura e US $ 21 milhões no início da temporada de 2016. Este contrato fez dele o não-quarterback mais bem pago da NFL, baseado no salário médio anual.
Em um jogo contra o Oakland Raiders, em 14 de setembro de 2014, Watt se tornou o primeiro jogador defensivo da história do Texans a marcar um touchdown a partir da linha de scrimmage. Watt marcou o touchdown em uma recepção de uma jarda quando ele entrou no jogo como tight end. Watt marcou seu segundo touchdown da temporada em 28 de setembro de 2014, contra o Buffalo Bills. Watt pegou um passe de E.J. Manuel que era destinado a Fred Jackson e retornou 80 jardas para o touchdown. Com este touchdown, Watt ficou empatado em sexto lugar na lista de maiores recepções de um jogador defensivo. O touchdown de Watt também foi o quarto mais longo retorno de intercepção na história de Houston Texans. Durante o jogo, Watt bateu no quarterback Manuel nove vezes, mas fez duas faltas por agressividade excessiva. Watt foi multado em US $ 16.537 por um dos incidentes. Watt foi eleito o Jogador Defensivo do Mês da AFC em setembro.
Em um jogo contra o Indianapolis Colts, em 9 de outubro de 2014, Watt forçou Andrew Luck, quarterback dos Colts, a um fumble. Watt recuperou a bola e retornou 45 jardas para o touchdown.
Para o seu quarto touchdown da temporada, Watt pegou um passe de touchdown de duas jardas do quarterback dos Texans, Ryan Mallett. Watt registrou 4 tackles individuais, um tackle assistido, um sack, um fumble forçado e uma recuperação de fumble no mesmo jogo, que foi em 16 de novembro de 2014 contra o Cleveland Browns.
Watt marcou seu quinto touchdown em 30 de novembro de 2014, pegando um passe de uma jarda de Ryan Fitzpatrick, o quarterback texano. Com esta recepção, Watt se tornou o primeiro jogador da linha defensiva a marcar pelo menos cinco touchdowns em uma temporada desde 1944.
Em 21 de dezembro, Watt registrou seu 54º sack como um jogador dos Texans em uma vitória por 25-13 contra o Baltimore Ravens. Com esse sack, ele superou Mario Williams como o líder de franquia em sacks. Em 28 de dezembro de 2014, Watt fez um sack que ocasionou em seu primeiro safety contra o Jacksonville Jaguars, nesse jogo ele também teve mais três sacks. Com 20,5 sacks na temporada, ele se tornou o primeiro jogador da história da NFL a ter 20 ou mais sacks em temporadas separadas. Watt também terminou a temporada com 5 fumble recuperados e 5 touchdowns.
Por sua excelente temporada, Watt foi unanimemente nomeado para o Primeiro Time da All-Pro de 2014 como um defensive end e nomeado para o segundo time da All-Pro como um defensive tackle. Watt também foi nomeado para o Pro Bowl de 2015, onde Cris Carter, capitão de uma das equipes, selecionou Watt para ser seu capitão na defesa.
Durante o jogo, Watt teve uma recuperação de fumble e uma interceptação e depois do jogo foi nomeado como MVP Defensivo. Ele também ganhou o prêmio de Jogador de Defesa do Ano, um dos poucos a ganhar o prêmio várias vezes e se tornou o primeiro jogador defensivo desde 2008 a ganhar votos para o prêmio de MVP da temporada, recebendo 13. Após a temporada, Watt foi nomeado para o primeiro lugar dos 100 melhores jogadores da NFL de 2015.

### Temporada de 2015
Apesar de ter lutado contra uma lesão na virilha e uma mão esquerda fraturada, Watt começou jogando em todos os 16 jogos em 2015 fazendo 76 tackles, liderou a NFL com 17.5 sacks, 8 passes defendidos, 3 fumbles forçados e uma recuperação de fumble. No final da temporada regular, contra Jacksonville Jaguars, ele teve três sacks e oito tackles, sua maior marca na temporada. 
Ele foi nomeado para o Pro Bowl de 2015, que foi sua quarta aparição consecutiva e também recebeu seu terceiro prêmio de Jogador Defensivo do Ano, o único jogador além de Lawrence Taylor a fazê-lo. Com os Texans terminando a temporada com uma campanha de 9 vitórias e 7 derrotas, a equipe conquistou o título da divisão AFC South, mas foi eliminado por 30-0 pelo Kansas City Chiefs no Wild Card.
Em 12 de janeiro de 2016, Watt foi submetido a um cirurgia de virilha por causa de uma hérnia. Isso forçou Watt a se retirar do Pro Bowl de 2016. Este foi a sua quarta nomeação consecutiva para o Pro Bowl e a sua quarta nomeação para o Primeiro Time da All-Pro.
Ele foi classificado como o melhor jogador da linha defensiva e o terceiro melhor jogador da NFL Top 100 Players de 2016.

### Temporada de 2016
Em 21 de julho de 2016, Watt passou por uma cirurgia nas costas de hérnia de disco. Ele retornou na semana 1 para iniciar a temporada com uma vitória sobre o Chicago Bears. Na semana 2, ele teve 1,5 sacks e cinco tackles contra o Kansas City Chiefs. Em 22 de setembro, no jogo contra o New England Patriots, ele registrou dois tackles assistidos em sua última ação da temporada. 
Em 28 de setembro de 2016, ele foi colocado no time reserva por estar lesionado. No dia seguinte, ele foi novamente operado e foi oficialmente descartado para o resto da temporada de 2016, depois de jogar em três jogos e ter 1,5 sacks. 
Apesar de Watt ter jogado em apenas três jogos, ele ficou em 35º lugar nos 100 Melhores Jogadores da NFL de 2017.

### Temporada de 2017
Watt voltou de sua lesão para jogar na abertura da temporada contra o Jacksonville Jaguars. Durante a semana 5 contra o Kansas City Chiefs no Sunday Night Football, Watt deixou o jogo após uma lesão na perna. Mais tarde foi revelado que ele sofreu uma fratura do planalto tibial em sua perna esquerda. Ele passou por uma cirurgia no dia seguinte e foi descartado do restante da temporada. Em apenas 5 jogos, Watt terminou com 11 tackles e 2 passes defendidos.
A temporada de 2017 seria marcada por Watt ter arrecadado mais de US $ 40 milhões para esforços de recuperação de Houston. A soma total foi levantada através de uma doação on-line depois de doar $ 100.000 de seu próprio dinheiro como base inicial. Watt comentou que esta temporada "sempre foi mais do que futebol americano".
Watt foi co-nomeado como o Desportista do Ano da Sports Illustrated de 2017, por seus esforços humanitários. Watt ganhou o prêmio de Walter Payton NFL Homem do Ano.

## Estatísticas da carreira na NFL
| Ano      | Time     | Jogos | Jogos | Tackles | Tackles | Tackles | Tackles | Tackles | Fumbles | Fumbles | Fumbles | Fumbles | Interceptações | Interceptações | Interceptações | Interceptações | Interceptações | Interceptações | Outros | Outros | Recebendo a bola | Recebendo a bola | Recebendo a bola | Recebendo a bola | Recebendo a bola | Recebendo a bola |
| Ano      | Time     | JD    | JT    | Comb    | Solo    | Ast     | Sack    | TFL     | FF      | FR      | Jardas  | TD      | Int            | Jardas         | Média          | Lng            | TD             | PD             | Sfty   | KB     | Rec              | Alvo             | Jardas           | Média            | Long             | TD               |
| -------- | -------- | ----- | ----- | ------- | ------- | ------- | ------- | ------- | ------- | ------- | ------- | ------- | -------------- | -------------- | -------------- | -------------- | -------------- | -------------- | ------ | ------ | ---------------- | ---------------- | ---------------- | ---------------- | ---------------- | ---------------- |
| 2011     | HOU      | 16    | 16    | 56      | 48      | 8       | 5,5     | 13      | 0       | 2       | 2       | 0       | 0              | 0              | 0              | 0              | 0              | 4              | 0      | 1      | 0                | 0                | 0                | 0                | 0                | 0                |
| 2012     | HOU      | 16    | 16    | 81      | 69      | 12      | 20,5    | 39      | 4       | 2       | 7       | 0       | 0              | 0              | 0              | 0              | 0              | 16             | 0      | 0      | 0                | 0                | 0                | 0                | 0                | 0                |
| 2013     | HOU      | 16    | 16    | 80      | 65      | 15      | 10,5    | 22      | 4       | 2       | 0       | 0       | 0              | 0              | 0              | 0              | 0              | 7              | 0      | 2      | 0                | 0                | 0                | 0                | 0                | 0                |
| 2014     | HOU      | 16    | 16    | 78      | 59      | 9       | 20,5    | 29      | 4       | 5       | 59      | 1       | 1              | 80             | 80,0           | 80E            | 1              | 10             | 1      | 1      | 3                | 3                | 4                | 1,3              | 2                | 3                |
| 2015     | HOU      | 16    | 16    | 76      | 57      | 19      | 17,5    | 29      | 3       | 1       | 0       | 0       | 0              | 0              | 0              | 0              | 0              | 8              | 0      | 0      | 0                | 1                | 0                | 0                | 0                | 0                |
| 2016     | HOU      | 3     | 3     | 8       | 1       | 7       | 1,5     | 1       | 0       | 1       | 0       | 0       | 0              | 0              | 0              | 0              | 0              | 0              | 0      | 0      | 0                | 0                | 0                | 0                | 0                | 0                |
| 2017     | HOU      | 5     | 5     | 15      | 11      | 4       | 0,0     | 3       | 0       | 0       | 0       | 0       | 0              | 0              | 0              | 0              | 0              | 2              | 0      | 0      | 0                | 0                | 0                | 0                | 0                | 0                |
| 2018     | HOU      | 16    | 16    | 61      | 47      | 14      | 16,0    | 18      | 7       | 0       | 0       | 0       | 0              | 0              | 0              | 0              | 0              | 4              | 0      | 0      | 0                | 0                | 0                | 0                | 0                | 0                |
| 2019     | HOU      | 8     | 8     | 24      | 15      | 9       | 4,0     | 4       | 1       | 2       | 0       | 0       | 0              | 0              | 0              | 0              | 0              | 3              | 0      | 0      | 0                | 0                | 0                | 0                | 0                | 0                |
| 2020     | HOU      | 16    | 16    | 52      | 36      | 16      | 5,0     | 14      | 2       | 1       | 0       | 0       | 1              | 19             | 19,0           | 19E            | 1              | 7              | 0      | 0      | 0                | 0                | 0                | 0                | 0                | 0                |
| 2021     | ARI      | 7     | 7     | 16      | 10      | 6       | 1,0     | 5       | 1       | 0       | 0       | 0       | 0              | 0              | 0              | 0              | 0              | 2              | 0      | 0      | 0                | 0                | 0                | 0                | 0                | 0                |
| 2022     | ARI      | 16    | 16    | 39      | 30      | 9       | 12,5    | 18      | 1       | 1       | 0       | 0       | 0              | 0              | 0              | 0              | 0              | 7              | 0      | 0      | 0                | 0                | 0                | 0                | 0                | 0                |
| Carreira | Carreira | 151   | 151   | 586     | 449     | 137     | 114,5   | 195     | 27      | 17      | 68      | 1       | 2              | 99             | 49.5           | 80             | 2              | 70             | 1      | 4      | 4                | 3                | 4                | 1,3              | 2                | 3                |

## Prêmios e Destaques

### NFL
- 5× Pro Bowl (2012, 2013, 2014, 2015, 2018)
- 5× Primeira Equipe da All-Pro (2012, 2013, 2014, 2015, 2018)
- 3× Jogador Defensivo do Ano pela imprensa (2012, 2014, 2015)
- 3× Jogador Defensivo do Ano pelos Escritores (2012, 2014, 2015)
- 3× Jogador Defensivo do Ano da Sporting News (2012, 2014, 2015)
- 3× Jogador Defensivo do Ano da Pro Football Focus (2012, 2013, 2014)
- 3× Melhor Jogador do Ano da Pro Football Focus (2012, 2013, 2014)
- 3× Jogador Defensivo do ano da AFC pelo Comitê de Kansas City (2012, 2014, 2015)
- 2× Líder da NFL em sacks (2012, 2015)
- Vice-campeão da AP MVP da NFL  (2014)
- Bert Bell Prêmio (2014)
- Walter Payton NFL Homem do Ano (2017)
- O Pro Bowl MVP Defensivo (2014)
- Classificado Nº 5 dos 100 melhores Jogadores de 2013
- Classificado Nº 12 dos 100 melhores Jogadores de 2014
- Classificados Nº 1 dos Top 100 Jogadores de 2015
- Classificado Nº 3 dos 100 melhores Jogadores de 2016
- Classificado Nº 35 dos os 100 melhores Jogadores de 2017
- Primeiro jogador com 20 sacks em múltiplas temporada (2012, 2014)
- 4× PFWA All-Time da NFL (2012, 2013, 2014, 2015)
- 5× AFC Jogador Defensivo do Mês (Set. De 2012, Dez. De 2012, Set. De 2014, Dez. 2014, Nov. 2015)

#### Recordes do Houston Texans
- Mais Sacks (79,0)
- Mais fumbles forçados (17) e fumbles recuperados (12)

### Faculdade
- Lott Troféu (2010)
- Big Ten Campeão (2010)
- Primeiro-team All-American, PFW (2010)
- Primeiro time All-Big Ten (2010)
- 3× Big Ten Jogador Defensivo da Semana (2009-2010)
- Wisconsin Equipe de Co-MVP (2010)

## Vida pessoal
Watt jogou hóquei no gelo dos três anos até os treze anos de idade, viajando pelo Canadá e Alemanha para participar de torneios. Watt disse que jogou "principalmente como center e foi um goleador". Por causa do custo financeiro do esporte e da escolha entre o hóquei e o futebol americano, Watt parou de jogar hóquei. Watt brincou dizendo que ele "pode ou não" usar a patinação como parte de seu treinamento fora da temporada.

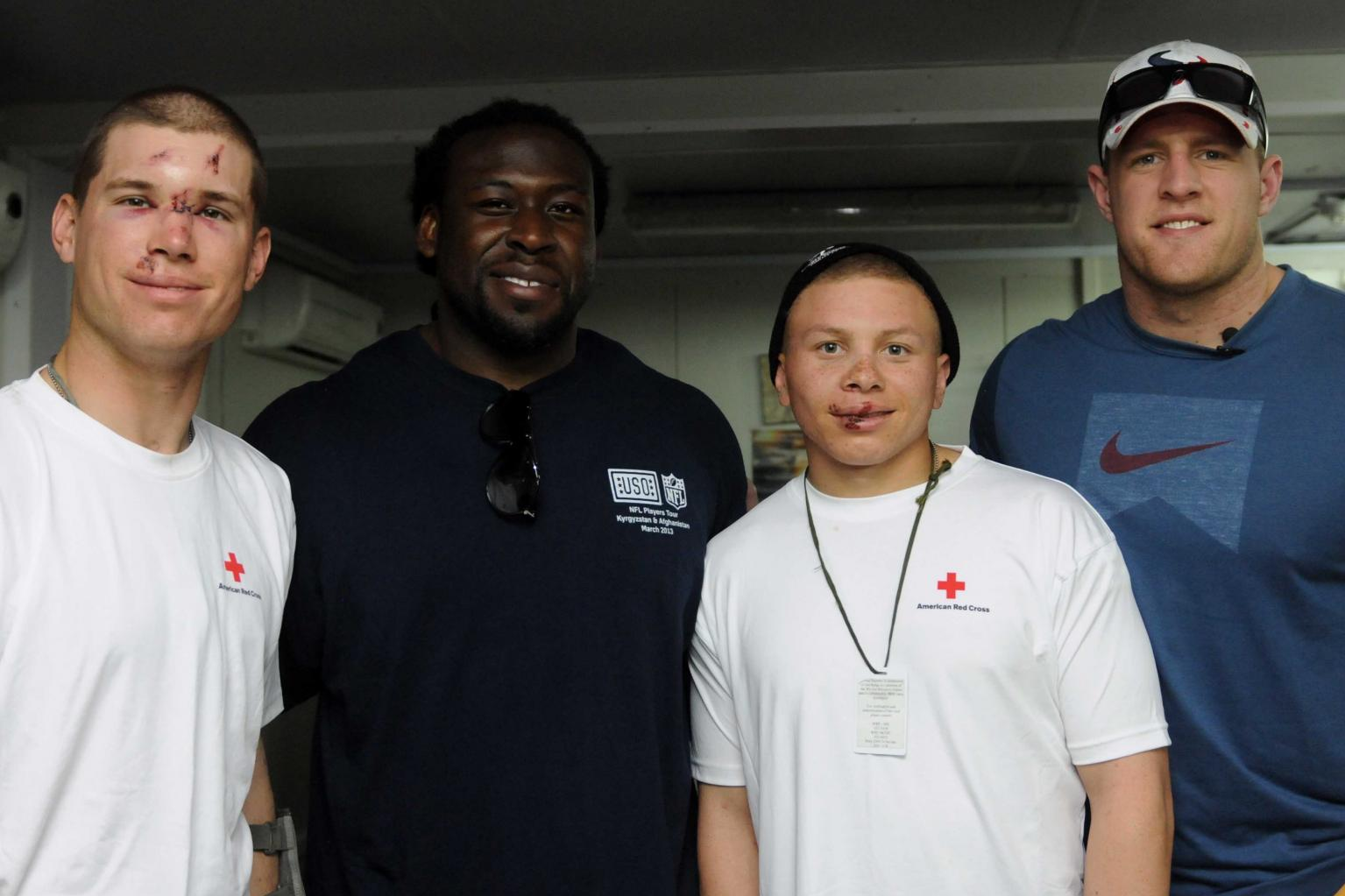
Watt (à direita) com Davin Joseph (segundo da esquerda) e dois soldados dos EUA em março de 2013

Enquanto estudava na Universidade de Wisconsin-Madison, Watt entregou pizzas no Pewaukee Pizza Hut.
Em 22 de julho de 2015, Watt foi nomeado Vice-Presidente de Relações de Energia da Reliant. A Reliant é uma fornecedora de eletricidade no Texas, também uma subsidiária da NRG Energy Inc.
Em 15 de fevereiro de 2018, o Baylor College of Medicine anunciou que Watt receberia um diploma honorário de sua faculdade de medicina. Em 29 de maio de 2018, ele recebeu o grau de Doutor em Humanidades em Medicina.
Ele está em um relacionamento com a jogadora de futebol do Houston Dash, Kealia Ohai.

## Trabalho de Caridade
Watt é o presidente e fundador da Fundação Justin J. Watt, uma organização de caridade que oferece oportunidades extra-escolares para crianças em várias comunidades, para que elas se envolvam no atletismo em um ambiente seguro. O lema desta fundação, "Dream Big, Work Hard" é vendido em pulseiras e camisetas. Desde que esta fundação foi lançada em 2010, Watt levantou mais de US $ 1 milhão. Enquanto a maioria das escolas que se beneficiam da captação de recursos estão no Texas e em Wisconsin, as escolas do Alabama, Illinois e Califórnia também receberam doações. Em 26 de agosto de 2014, a Watt recebeu o Prêmio Comunitário Texans Spirit of the Bull. Em 14 de novembro de 2014, Watt foi indicado ao prêmio Salute to Service da NFL, que homenageia um técnico, jogador ou proprietário por seus esforços em apoiar os homens e mulheres do serviço do país. Devido à excelente afluência em 2014, o Charity Classic anual foi transferido para o Minute Maid Park, casa do Houston Astros. O evento de 2015 arrecadou mais de US $ 640.000. Para o jogo de 2017, Watt convidou Arnold Schwarzenegger e a nadadora Simone Manuel, duas vezes medalhista olímpica de ouro e natural de Houston.
Watt também é conhecido por suas interações com crianças. Em 2 de julho de 2011, a família Berry estava voltando para casa de férias em Colorado Springs. Os pais, Joshua e Robin Berry foram mortos em uma colisão frontal, deixando seus dois filhos, Peter e Aaron deficientes. Sua filha, Willa, sofreu ferimentos leves. Watt conheceu as crianças em uma festa beneficente e aproximou-se delas. Ele jogou basquete em cadeira de rodas com eles e imitou uma cadeira de rodas depois de sacar um quarterback em um jogo de 2012. A mímica foi um sinal combinado com as crianças. Em 2012, após o tiroteio na escola primária de Sandy Hook, Watt descobriu que algumas das famílias afetadas estavam na área de Houston. Ele os convidou para o campo para sair e jogar bola. Ele então passou a dar-lhes mercadoria assinada que ele tinha usado em jogos anteriores. Em outubro de 2015, ele se vestiu como Batman para surpreender as crianças no Texas Children's Hospital para uma festa de Halloween.
Ele também arrecadou mais de US$ 37 milhões (dos quais ele pessoalmente doou US $ 100.000) para ajudar Houston a se recuperar do furacão Harvey, superando sua meta inicial de US$ 200.000.
Após o tiroteio em Santa Fe High School, em 18 de maio de 2018, que deixou oito estudantes e dois professores mortos, Watt se ofereceu para pagar os funerais dos mortos.